# Ведмежанський заказник
Ведмежа́нський — один з об'єктів природно-заповідного фонду Луганської області, ботанічний заказник місцевого значення.

## Розташування
Ботанічний заказник розташований за 10 км на південний схід від села Медвежанка, на території Свердловського лісництва Державного підприємства «Свердловське лісомисливське господарство» в Довжанському районі Луганської області. Координати: 48° 09' 41" північної широти, 39° 33' 22" східної довготи .

## Історія
Ботанічний заказник місцевого значення «Ведмежанський» оголошений рішенням виконкому Ворошиловградської обласної ради народних депутатів № 370 від 13 вересня 1977 року (в. ч.), № 247 від 28 червня 1984 року.
Під час російської збройної агресії проти України (2014–2015) заказник постраждав від пожеж, спричинених бойовими діями.

## Загальна характеристика
Ботанічний заказник «Ведмежанський» загальною площею 36 га являє собою штучні насадження дуба звичайного віком 50 років, створені на щільних пісковиках Донецького кряжу.

## Рослинний світ
Підлісок насаджень складається із карагани деревовидної, бузини червоної і терену степового, трав'яний покрив формують конвалія травнева, проліска сибірська тощо. На степових ділянках і на кам'янистих розсипах серед лісових культур зростають цінні лікарські рослини: цмин пісковий, звіробій звичайний, різні види чебрецю тощо.

## Тваринний світ
Фауна заказника представлена зайцем сірим, куницею лісовою, лисицею звичайною, сарною європейською, свинею дикою, заходять куріпка сіра, перепілка звичайна і фазан звичайний.